# Indasclera dembickyi
Indasclera dembickyi là một loài bọ cánh cứng trong họ Oedemeridae. Loài này được Švihla miêu tả khoa học năm 1997.